# Старое Эштебенькино
Ста́рое Эштебе́нькино (чув. Кивӗ Эштепен) — село в Челно-Вершинском районе Самарской области, административный центр сельского поселения Эштебенькино.

## География
Находится на левом берегу реки Большой Черемшан на расстоянии примерно 18 километров по прямой на север от районного центра села Челно-Вершины.

## История
Село было основано в 1705 году переселенцами из деревни Эштебенево Свияжского уезда. В конце 1730-х годов подселилась также мордва. В 1816 году чуваши составляли 56% населения, мордва – 26%, русские – 18%. В середине XIX века чувашей было 41,4%, русских – 31%, мордвы – 27,6%; в 1928 чувашей – 19%, русских – 52,7%, мордвы – 28,3%. Часть жителей в середине XIX века перешло в старообрядчество поморского согласия.

## Население
Постоянное население составляло 879 человек (русские 57%, чуваши 28%) в 2002 году, 730 в 2010 году.